# Marquesado de Grijalba
El marquesado de Grijalba es un título nobiliario español creado el 27 de diciembre de 1890 por la regente María Cristina de Habsburgo-Lorena de Alfonso XIII de España en favor de Jacinto María Ruiz de Cariton Ibarra de Grijalba y Ricardo, senador del reino.

## Denominación
Su denominación hace referencia al apellido del primer titular, así como a la localidad de Grijalba, en la provincia de Burgos.

## Escudo de armas
Escudo partido: la 1.ª de gules, con nueve estrellas de oro puestas 3, 3, 3; la 2.ª de plata, con dos cabezas de dragón de sinople engolindo una banda de gules.

## Marqueses de Grijalba
|                                     | Titular                                                    | Periodo                   |
| Creación por Alfonso XIII           | Creación por Alfonso XIII                                  | Creación por Alfonso XIII |
| ----------------------------------- | ---------------------------------------------------------- | ------------------------- |
| I                                   | Jacinto María Ruiz de Cariton Ibarra de Grijalba y Ricardo | 1890-1909                 |
| II                                  | Gustavo Ruiz de Grijalba y López                           | 1909-1929                 |
| Rehabilitación por Francisco Franco |                                                            |                           |
| III                                 | Alejandro Ruiz de Grijalba y Avilés                        | 1954-1979                 |
| IV                                  | Armand Pierre Magescas de Bascarán                         | 1979-2011                 |
| V                                   | Christina Carmen Ysabel Anne Marie Magescas de Bascarán    | 2012-2023                 |
| VI                                  | Ysabel Verónica Tilloy y Magescas de Bascarán              | 2024-actual titular       |

## Historia de los marqueses de Grijalba
- Jacinto María Ruiz de Cariton Ibarra de Grijalba y Ricardo (Villagarcía de Arosa, 11 de septiembre de 1826-Madrid, a. 31 de enero de 1909), I marqués de Grijalba, director del crédito comercial de España en 1875, senador por la provincia de Almería(1877-1878),[2] gran maestre de la Casa de la reina Isabel II de España durante su exilio en París, gran cruz de la Orden de Isabel la Católica y gran cruz de la Orden de San Alejandro de Bulgaria.

Se casó con Higinia López Falcón (Villagarcía de Arosa, 1837-París, 7 de mayo de 1901, sep. Saint-Pierre de Chaillot), hija de Ramón López y de su esposa Rosa Falcón. Fueron padres, entre otros, de Álvaro Ruiz de Grijalba y López (Madrid, 1880-Biarritz, 30 de septiembre de 1897). El 11 de mayo de 1909 le sucedió su hijo:
- Gustavo Ruiz de Grijalba y López (Villagarcía de Arousa, 1860-Biarritz, 1926), II marqués de Grijalba, senador por la provincia de Pontevedra (1907-1908); por l provincia de Almería (1914-1922) y por la provincia de Almería,[3] y diputado por Villademuls (Gerona), concejal y teniente alcalde y gobernador civil de Madrid, gran cruz de la Orden de Isabel la Católica,  y de la Orden de Villaviciosa en Portugal, comendador de la Orden de Cristo, caballero de la Orden de Carlos III y de la Legión de Honor.[2]

Se casó con Josefa de Echevarría, sin descendientes. El 20 de julio de 1954 le sucedió, por rehabilitación el año anterior, el hijo de su hermano Alfonso Manuel Ruiz de Grijalba y López (Madrid, 1 de enero de 1876-?), abogado, teniente de infantería del Ejército español, que había casado en el XVI Distrito de París el 24 de junio de 1901 con Mercedes Avilés y Montblanc (Burdeos, 30 de junio de 1871-?), y por tanto su sobrino paterno:
- Alejandro Ruiz de Grijalba y Avilés (1902-1979), III marqués de Grijalba,[2] teniente del alcalde del ayuntamiento de Madrid en los años de 1950.

El 21 de junio de 1979, tras la orden del 6 de abril para expedir el título pertinente, le sucedió du primo sobrino segundo:
- Armand Pierre Magescas de Bascarán, IV marqués de Grijalba.[4] Hijo de Armand Marie Magescas Vengoechea (Pau, 6 de junio de 1905-Peyrehorade, 10 de noviembre de 1991), teniente en el 18.º regimento de infantería y de su segunda esposa (iglesia de Bidart, 19 de septiembre de 1942) María del Carmen de Bascarán y Alhama (Madrid, 19 de julio de 1914-Bayona, 18 de julio de 1994), nieta paterna de Ángel de Bascarán y Federic y de su esposa Ifigenia Ruiz de Grijalba y López, hija del I marqués.

Casó con Daisy Gisèle Pigray Costa. El 28 de noviembre de 2011, por orden de 11 de noviembre de 2011, de acuerdo con la sentencia pronunciada por Audiencia Provincial de Madrid el 19 de abril del año anterior, se le revocó el título y se mandó a expedirlo nuevamente para su hermana, lo cual se hizo el 24 de enero de 2012:
- Christina Carmen Ysabel Anne Marie Magescas de Bascarán (Bidart, 6 de agosto de 1943-Arbonne, 19 de junio de 2023), V marquesa de Grijalba.[5]

Se casó en Cannes el 30 de octubre de 1970 con Daniel Serge Raphaël Tilloy Raugel (XVI Distrito de París, 3 de abril de 1928-Bayona, 11 de septiembre de 2019), de quien tuvo dos hijas. Le sucedió su hija mayor:
- Ysabel Verónica Tilloy y Magescas de Bascarán, VI marquesa de Grijalba.[6]

Se casó, el 30 de junio de 2012 en la iglesia Saint-Nicolas de Guéthary, con Eric Métais y tuvo un hijo llamado Charles Métais y Tilloy.